# 柳川城
柳川城（やながわじょう）は、福岡県柳川市本城町にあった日本の城。柳河城とも書く。別名、舞鶴城（まいづるじょう）。江戸時代には柳川藩の藩庁が置かれた。本丸は柳川市指定史跡に指定されている。

## 概要
柳川城は、蒲池治久により築城された城郭で、城下町は現在の柳川市の元となった。別名の舞鶴城の名は、鶴が舞うように美しいという城のシルエットによる。
平城で「御家中絵図」（寛政3年（1791年））によると、外堀に囲まれた御家中（現在の柳川市城内地区）の中央よりやや南西よりに本丸と二の丸が東西に並んでおり、内堀を隔てた三の丸が本丸・二の丸を取り囲んでおり、その外側に武家集住地域が展開していた。三の丸には立花一門・両家や家老の屋敷、御厩屋、天満宮、長久寺、常福寺、三ノ丸蔵が置かれた。
掘割に包まれた天然の要害をなし、城内、市街には無数の堀が縦横に交わり今も柳川の堀川として現存する。蒲池氏の城主時代に「柳川三年肥後三月、肥前、筑前朝飯前」と大友氏陣中で歌われた戯れ歌にもあるように攻略には3年かかるという九州屈指の難攻不落の城と謳われた。

## 建物
- 天守

石垣に囲まれた本丸南西隅に造られた。幕末・明治期に撮影された古写真や文献で見るところによると複合式5重5階の層塔型天守と考えられており、最上階が熊本城天守などのように雨戸で廻縁を覆う内縁高欄であり、破風の配置は福山城天守や徳川大坂城天守に類似するものであったと推測されている。明治5年に失火もしくは放火によって焼失している。
- 諸櫓

絵図によって、本丸各隅に二重櫓1基・三重櫓2基、城内に多聞を付属させた二重櫓が4基あったことが推定されている。
- 本丸御殿

藩主が国元で生活したり、執務する場所。なお、柳川藩では大奥機能は江戸後期以降、城外の御花畠にあった。

## 遺構
城郭は明治5年1月18日 (旧暦)(グレゴリオ暦1872年2月26日)の火災で櫓1基、土蔵、厩、城門3棟を残して焼失。かつての城跡は柳川高等学校と柳城中学校のキャンパスとなり、遺構は天守台、石垣、堀が柳川城本丸跡として残っている。天守台跡は柳城中学校の運動場の一角にあり、地元では「へそくり山」と呼ばれ、その勾配が運動部員のトレーニング場として利用されている。このへそくり山の一画には、柳川市出身の詩人北原白秋の句碑が、平成22年（2010年）に建立された。国内初の白秋の句碑である。
石垣は1874年（明治7年）の台風で決裂した海岸（干拓地）堤防の護岸に転用された。大川市内に辻御門が移築され、現存している。また、瀬高門がみやま市の引接寺に移築され残っていたが、近年台風で倒壊し、現在その部材は引接寺により保管されている。

## 歴史

### 築城及び蒲池氏時代
承平6年（936年）頃、藤原純友の乱の時に、純友の弟の藤原純乗の軍勢に対抗すべく大宰権帥の橘公頼が築いた砦がルーツとされるが、これは公頼が築いた蒲池城との混同で事実と異なる。もともとは下筑後地方（筑後国南部）の領主である蒲池治久が、蒲池氏の支城（本城は蒲池城）として築いたものだが、後に蒲池氏が筑後十五城筆頭として筑後を統括する大名となり蒲池鑑久あるいは蒲池鑑盛（蒲池宗雪）が蒲池氏の本城とした。城の本格的な造作を行ったのは鑑盛である。城の周囲に水路を縦横に張り巡らせた九州屈指の難攻不落の城とされる。鑑盛は兵法者で知将でもあったが、築城家としても技量が高かったことを示している。
蒲池鎮漣が城主の時、龍造寺隆信や鍋島直茂が2万の兵で柳川城を攻めたが落城させることができなかった。柳川の蒲池氏滅亡後は、蒲池氏時代の造作のままの柳川城に龍造寺氏の武将である鍋島直茂や龍造寺家晴が入り、居城とした。大友氏の勇将立花道雪と高橋紹運は、数千の軍勢をもって柳川城を懸命に攻めたが落とすことができず悔しがったという。

### 中世末期（織豊時代）
豊臣秀吉の九州征伐後は、立花道雪の養子である立花宗茂が筑後南部13万石の城主となり秀吉に仕えた、慶長5年（1600年）の関ヶ原の戦いの際は、鍋島直茂らがここを攻めた。立花宗茂は激戦の後、黒田如水、加藤清正らの取り成しで降伏開城している。

### 近世（江戸時代）
関ヶ原の戦いの戦後処理により、西軍側だった宗茂は領地を失い田中吉政が筑後一国32万5千石を許され柳川城主となる。吉政は筑後の府に相応しく城地を拡張した。しかし田中氏が改易になると立花宗茂が筑後32万5千石のうち10万石だけ与えられ再度柳川城主となり、以降、柳川藩主の立花氏の城となった。
元禄10年（1697年）城の西方に藩主別邸（現在の「御花」）が造営された。その後、会所として使用され、さらに柳川城より奥機能が移転して、「御花畠」と命名される。

### 近代（明治維新後）
明治以降も増改築を繰り返し、1910年（明治43年）に建築された迎賓館「西洋館」とそれに続く本館、日本庭園である「松濤園」が現存。近年では柳川城の復元も求められ、署名活動までされた。

## 歴代城主
- 蒲池鑑久 天文年間
- 蒲池鑑盛 永禄年間 12万石（1万2千町）
- 蒲池鎮漣 天正9年
- 鍋島直茂 天正9年 - 同12年
- 龍造寺家晴 天正12年 - 同15年
- 立花宗茂 天正15年 - 慶長5年
- 田中吉政 筑後一国
- 田中忠政 筑後一国
- 立花宗茂 10万9200石
- 立花忠茂
- 立花鑑虎
- 立花鑑任
- 立花貞俶
- 立花貞則
- 立花鑑通
- 立花鑑寿
- 立花鑑寛

## 交通アクセス
- 西鉄天神大牟田線西鉄柳川駅より西鉄バス早津江ゆきに乗車し「柳川高校前」下車徒歩1分（100m）、もしくは堀川バス亀の井ホテル柳川ゆきに乗車し「布橋」下車、徒歩6分（510m）。
- マイカーの場合、九州自動車道みやま柳川インターチェンジから約10㎞。